# La Citrouille
Pour plus de détails, voir Fiche technique et Distribution.
La Citrouille (カボチャ, Kabocha) est un film japonais muet réalisé par Yasujirō Ozu et sorti en 1928.
Le film et son scénario sont considérés comme perdus.

## Synopsis
Une comédie au sujet d'un jeune homme et de ses mésaventures féminines.

## Fiche technique
- Titre original : カボチャ (Kabocha?)[2]
- Titre français : La Citrouille
- Réalisation : Yasujirō Ozu
- Scénario : Komatsu Kitamura (ja) et Yasujirō Ozu
- Photographie : Hideo Shigehara
- Société de production : Shōchiku
- Pays d'origine :  Empire du Japon
- Format : noir et blanc — 1,33:1 — 35 mm — muet
- Genre : comédie
- Durée : 43 minutes[2] (métrage : cinq bobines - 1 175 m[3])
- Date de sortie :
  - Empire du Japon : 31 août 1928[3]

## Distribution
- Tatsuo Saitō : Tōsuke Yamada
- Yurie Hinatsu (ja) : Kanako, sa femme
- Hidemaru Handa : Kazuo, leur fils aîné
- Yōko Kozakura (ja) : Chieko, leur fille
- Takeshi Sakamoto